# Portada/efemèride gener 18
Kevin Costner
« 17 de gener · 18 de gener · 19 de gener »